# Xu Demei
Xu Demei (chiń. 徐德妹; ur. 23 maja 1967 w Huzhou) – chińska lekkoatletka specjalizująca się w rzucie oszczepem.
Uczestniczka igrzysk olimpijskich w Barcelonie (1992), podczas których odpadła w eliminacjach. W 1991 zdobyła złoty medal i tytuł mistrzyni świata. W 1989 była druga, a w 1991 pierwsza na mistrzostwach Azji. Srebrna medalistka igrzysk azjatyckich w 1990 roku. Wynikiem 68,30 24 czerwca 1990 ustanowiła rekord Chin. Rekord życiowy: 68,78 (1 września 1991, Tokio).

## Osiągnięcia
| Rok  | Impreza              | Miejsce      | Pozycja           | Wynik |
| ---- | -------------------- | ------------ | ----------------- | ----- |
| 1989 | Mistrzostwa Azji     | Nowe Delhi   | 2. miejsce        | 57,32 |
| 1990 | Igrzyska azjatyckie  | Pekin        | 2. miejsce        | 61,92 |
| 1991 | Mistrzostwa Azji     | Kuala Lumpur | 1. miejsce        | 59,84 |
| 1991 | Mistrzostwa świata   | Tokio        | 1. miejsce        | 68,78 |
| 1992 | Igrzyska olimpijskie | Barcelona    | el. – 14. miejsce | 59,98 |